# Foyle (circonscription du Parlement d'Irlande du Nord)
Pour les articles homonymes, voir Foyle.
Foyle était une circonscription uninominale au Parlement d'Irlande du Nord. Elle a été créée en 1929 comme l'une des cinq circonscriptions uninominales remplaçant l'ancienne circonscription de cinq membres de Londonderry. La circonscription a continué d'exister jusqu'à ce que le Parlement soit temporairement suspendu en 1972, puis officiellement aboli en 1973.
Le siège a été occupé en permanence par des candidats nationalistes et jamais même contesté par des Unioniste, bien que les candidats du mouvement ouvrier aient parfois été sondés.

## Membres du Parlement
| Élection | Élection   | Membre                 | Membre | Parti                    |
| -------- | ---------- | ---------------------- | ------ | ------------------------ |
|          | MPs (1929) | James Joseph McCarroll |        | Parti nationaliste       |
|          | 1937       | Patrick Maxwell        |        | Parti nationaliste       |
|          | MPs (1953) | Eddie McAteer          |        | Parti nationaliste       |
|          | MPs (1969) | John Hume              |        | nationaliste indépendant |

## Résultats des élections
Aux élections générales d'Irlande du Nord de 1929, James Joseph McCarroll est élu sans opposition.
| Parti         | Parti                  | Candidat               | Voix  | %    | ±       |
| ------------- | ---------------------- | ---------------------- | ----- | ---- | ------- |
|               | Nationalist            | James Joseph McCarroll | 6,557 | 68,4 | N/A     |
|               | Independent Republican | Seán McCool            | 3,031 | 31,6 | Nouveau |
| Majorité      | Majorité               | Majorité               | 3,526 | 36,8 | N/A     |
| Participation | Participation          | Participation          | 9,588 | 64,9 | N/A     |
|               | Nationalist retenir    | Nationalist retenir    | Swing |      |         |

Aux élections partielles de Foyle de 1937 et aux élections générales d'Irlande du Nord de 1938, Patrick Maxwell est élu sans opposition.
| Parti         | Parti                    | Candidat            | Voix   | %    | ±       |
| ------------- | ------------------------ | ------------------- | ------ | ---- | ------- |
|               | Nationalist              | Patrick Maxwell     | 6,270  | 56,0 | N/A     |
|               | Travailliste indépendant | Paddy Fox           | 4,920  | 44,0 | Nouveau |
| Majorité      | Majorité                 | Majorité            | 1,350  | 12,0 | N/A     |
| Participation | Participation            | Participation       | 11,190 | 69,6 | N/A     |
|               | Nationalist retenir      | Nationalist retenir | Swing  |      |         |

Aux élections générales d'Irlande du Nord de 1949, Patrick Maxwell est élu sans opposition.
| Parti         | Parti                   | Candidat            | Voix   | %    | ±   |
| ------------- | ----------------------- | ------------------- | ------ | ---- | --- |
|               | Nationalist             | Eddie McAteer       | 6,305  | 58,8 | New |
|               | Independent Nationalist | Patrick Maxwell     | 4,412  | 41,2 | N/A |
| Majorité      | Majorité                | Majorité            | 1,893  | 17,6 | N/A |
| Participation | Participation           | Participation       | 10,717 | 61,7 | N/A |
|               | Nationalist retenir     | Nationalist retenir | Swing  |      |     |

| Parti         | Parti                    | Candidat            | Voix   | %    | ±       |
| ------------- | ------------------------ | ------------------- | ------ | ---- | ------- |
|               | Nationalist              | Eddie McAteer       | 6,953  | 57,0 | -1.8    |
|               | Travailliste indépendant | Stephen McGonagle   | 5,238  | 43,0 | Nouveau |
| Majorité      | Majorité                 | Majorité            | 1,893  | 14,0 | -3.6    |
| Participation | Participation            | Participation       | 12,191 | 61,7 | 0.0     |
|               | Nationalist retenir      | Nationalist retenir | Swing  |      |         |

| Parti         | Parti                    | Candidat            | Voix   | %    | ±     |
| ------------- | ------------------------ | ------------------- | ------ | ---- | ----- |
|               | Nationalist              | Eddie McAteer       | 8,720  | 61,4 | +4.4  |
|               | Travailliste indépendant | Stephen McGonagle   | 5,476  | 38,6 | -4.4  |
| Majorité      | Majorité                 | Majorité            | 3,244  | 22,8 | +8.8  |
| Participation | Participation            | Participation       | 14,196 | 75,7 | +14.0 |
|               | Nationalist retenir      | Nationalist retenir | Swing  |      |       |

| Parti         | Parti                    | Candidat            | Voix   | %    | ±     |
| ------------- | ------------------------ | ------------------- | ------ | ---- | ----- |
|               | Nationalist              | Eddie McAteer       | 7,825  | 64,2 | +2.8  |
|               | Travailliste indépendant | Seamus Quinn        | 4,371  | 35,8 | -2.8  |
| Majorité      | Majorité                 | Majorité            | 3,454  | 28,4 | +5.6  |
| Participation | Participation            | Participation       | 12,196 | 62,2 | -13.5 |
|               | Nationalist retenir      | Nationalist retenir | Swing  |      |       |

| Parti         | Parti                                             | Candidat                                          | Voix   | %    | ±       |
| ------------- | ------------------------------------------------- | ------------------------------------------------- | ------ | ---- | ------- |
|               | Independent Nationalist                           | John Hume                                         | 8,920  | 55,1 | Nouveau |
|               | Nationalist                                       | Eddie McAteer                                     | 5,267  | 32,6 | -31.6   |
|               | NI Labour                                         | Eamonn McCann                                     | 1,993  | 12,3 | New     |
| Majorité      | Majorité                                          | Majorité                                          | 3,653  | 22,5 | N/A     |
| Participation | Participation                                     | Participation                                     | 16,180 | 81,4 | +19.8   |
|               | Independent Nationalist vainqueur sur Nationalist | Independent Nationalist vainqueur sur Nationalist | Swing  |      |         |

## Sources
- Northern Ireland Parliamentary Election Results 1921-1972, compiled and edited by Sydney Elliott (Political Reference Publications 1973)
- Résultats des élections du Parlement d'Irlande du Nord : Boroughs: Londonderry